# 傑克·理查森 (化學工程師)
約翰·弗朗西斯·傑克·理查森（英語：John Francis Jack Richardson；1920年7月29日—2011年1月4日）是一名英國化學工程學者，以他對多相流和流變學的研究而聞名，但最著名的是他與約翰·庫爾森共同編撰的系列化工教科書《庫爾森與理察森的化學工程》（Coulson & Richardson's Chemical Engineering）。

## 外部連結
- Obituary in The Telegraph （页面存档备份，存于）